# MACHINE
MACHINE（マシーン）は、日本のヴィジュアル系バンドグループ、KLACKのセカンドシングル。2008年4月30日に発売された。INTIFADA 2004から4年ぶりのリリースとなる。

## 解説
- INTIFADA 2004から4年ぶりのリリースとなる2枚目のシングル。2007年に加入したドラムの上村隼人の初の音源である。
- アメリカでは高い評価を受け、ラジオ番組で9位にランクインされた事がある。

## トラックリスト
1. MACHINE
2. FRIDGE CHIKEN
3. THE CANCER